# Utacapnia sierra
Utacapnia sierra är en bäcksländeart som först beskrevs av Nebeker och Gaufin 1965.  Utacapnia sierra ingår i släktet Utacapnia och familjen småbäcksländor. Inga underarter finns listade i Catalogue of Life.